# Европско првенство у пливању у малим базенима 2013.
21. Европско првенство у пливању у малим базенима 2013. у организацији Европске пливачке федерације (ЛЕН) одржано је у Хернингу у Данској од 12. до 15. децембра 2013. Такмичење је одржано великој спортској арени „Jyske Bank BOXEN” капацитета од 12.500 места, површине 30.000 м². Од 51 чланице ЛЕН, на првенству је учествовло 42 са укупно 559 такмичара (313 мушкараца и 246 жена).
Медаље су освојили пливачи из 22 земље. Највише успеха је имала Русија с 13 златних 5 сребрних и 4 бронзане медаље, испред Мађарске (5+3+2), Шпаније (4+0+0) и домаћина Данске (2+5+2).
Најуспешнији пливач Првенства био је Рус Владимир Морозов који је освојио 7 титула првака Европе (50 и 100 м слободно, 100 м мешовито, 4 x 50 м слободно, 4 х 50 мешовитио и у две мешовите штафете) оборивши са мешовитим штафетама два светска рекорда. Код жена најбоља је била Шпањолка Миреја Белмонте са четири појединачне титуле (400 и 800 слободно, 200 м делфин и 400 м мешовито.
Најбољи резултат постигла је Јулија Јефимова из Русије оборивши једини светски рекорд на овом Првенству у појединачној конкуренцији у дисциплини 200 м прсно.

## Награде
ЛЕН је наградио по седам најбољих појединачних резултата, на основу ФИНА бодова у обе конкзуренције. По избору новинара проглашени су и највеће нове наде европског пливања у обе конкуренције који су такође добили награде. Комплетан наградни фонд је износио 35.000 €.
Награде су добили:
мушкарци
1. Данијел Ђурта  Мађарска, 200 м прсно – 998 – 5,000 €
2. Мајкл Џејмисон  Уједињено Краљевство, 200 м прсно – 981 – 3000 €
3. Марко Кох  Немачка, 200 м прсно – 976 – 2,000 €
4. Жереми Стравијус Француска, 100 м леђно – 952 – 1,500 €
5. Ендру Вилис  Уједињено Краљевство, 200 м прсно – 944 – 1,500 €
6. Велимир Стјепановић  Србија, 200 м делфин – 942 – 1,500 €
7. Павел Кожењовски  Пољска, 200 м делфин – 940 – 1,500 €
Жене
1. Катинка Хосу  Мађарска, 200 м мешовити – 1006 – 5,000 €
2. Јулија Јефимова  Русија, 200 м прсно – 1004 – 3,000 €
3. Рута Мејлутите  Литванија, 100 м мешовито – 1003 – 2,000 €
4. Миреја Белмонте  Шпанија, 400 м слободно – 997 – 1,500 €
5. Катинка Хосу  Мађарска, 200 м мешовито (групе) – 989 – 1,500 €
5. Рута Мејлутите  Литванија, 100 м мешовито – 989 – 1,500 €
7. Катинка Хосу  Мађарска, 100 м мешовито – 988 – 1,500 €
Нове наде
Мушкарци: Велимир Стјепановић, Србија — 1.500 € 

Жене:Michelle Coleman, Шведска — 1.500 €

## Земље чеснице
| - Аустрија (12) - Азербејџан - Белорусија (13) - Белгија (17) - БИХ (2) - Бугарска (2) - Хрватска (13) - Кипар (2) - Чешка (22) - Данска (29) - Естонија (16) - Фарска Острва (7) - Финска (19) - Француска (44) | - Грузија - Немачка (31) - Уједињено Краљевство (12) - Грчка (4) - Мађарска (26) - Исланд (6) - Ирска (6) - Израел (11) - Италија (34) - Летонија (3) - Лихтенштајн (2) - Литванија (11) - Луксембург (8) - Молдавија (1) | - Црна Гора - Холандија (10) - Норвешка (9) - Пољска (15) - Португалија (8) - Русија (37) - Србија (13) - Словачка (10) - Словенија (11) - Шпанија (12) - Шведска (33) - Швајцарска (11) - Турска (12) - Украјина (16) |

## Сатница такмичења
| Четверак 12.12. | Петак 13.12. | Субота 14. 12.12. | Недеља 15.12. |
| --- | --- | --- | --- |
| Групе од 9:00 | Групе од 9:30 Локално време | Групе од 9:30 Локално време | Групе од 9:30 Локално време |
| 50 м слободно М 50 м прсно Ж 200 м мешовито М 100 м леђно Ж 200 м леђно М 100 м делфин М 200 м делфин Ж 100 м прсно М 200 м мешовито Ж 400 м слободно М 100 м слободно жене 4x50 м мешовито М 4x50 м слободно Ж                                                               | 50 м леђно М 50 м делфин Ж 400 м мешовито М 100 м мешовоти Ж 200 м прсно Ж 100 м слободно М 4x50 м мешовито МЖ 800 м слободно Ж | 50 м леђно Ж 50 м прсно М 400 м слободно Ж 100 м леђно М 100 м прсно Ж 100 м мешовито М 100 м делфин Ж 200 м делфин М 4x50м слободно МЖ 1.500 м слободно М                                                                                                | 50 м слободно Ж 50 м делфин М 400 м мешовито М 200 м песно М 200 м слободно Ж 200 м слободно М 200 м леђно Ж 4x50 м слободно М 4x50 м мешовито Ж |
| Финалеs - од 16:30 Локално време | | | |
| ПФ 50 м слободно М ПФ 50 м прсно Ж Ф 400 м слободно М Ф 200 м леђно М ПФ 100 м леђно Ж ПФ 100 м делфин М Ф 200 м мешовито Ж ПФ 100 м прсно М Ф 200 м делфин Ж Ф 200 м мешовито М ПФ 100 м слободно Ж Ф 50 м слободно М Ф 50 м прсно Ж Ф 4x50 м мешовито М Ф 4x50 м слободно Ж | Ф 800 м слободно Ж ПФ 50 м леђно М ПФ 50 м делфин Ж Ф 400 м мешовото М Ф 200 м прсно Ж Ф 100 m прсно Мn Ф 100 м слободно Ж ПФ 100 М слободно М Ф 100 м леђно Ж Ф 100 м делфин М ПФ 100 м мешовито Ж Ф 50 м делфин Ж Ф 50 м леђно М Ф 4x50 м мешовито МЖ | Ф 1.500 м слободно М ПФ 50 м леђно Ж ПФ 50 м прсно М Ф 400 м слободно Ж ПФ 100 м мешовито М ПФ 100 м песно Ж ПФ 100 м леђно М Ф 100 м мешовито Ж Ф 200 м делфин М ПФ 100 м делфин Ж Ф 100 м слободно М Ф 50 м леђно Ж Ф 50 м прсно М Ф 4x50 м слободно МЖ | ПФ' 50 слободно Ж ПФ 50 м делфин М Ф 400 м мешовито М Ф 200 м прсно М Ф 200 м слободно Ж Ф 100 м мешовито М Ф 100 м делфин Ж Ф 200 м слободно М Ф 100 м прсно Ж Ф 100 м леђно М Ф 200 м леђно Ж Ф 50 м слободно Ж Ф 50 делфин М Ф 4x50 м слободно М Ф 4x50 м мешовито Ж |

## Освајачи медаља

### Мушкарци
| Дисциплина        |                                                                                  | Резултат |                                                                                  | Резултат |                                                                                    | Резултат |
| слободно          |                                                                                  |          |                                                                                  |          |                                                                                    |          |
| 50 м слободно     | Владимир Морозов · Русија                                                        | 20,77    | Марко Орси · Италија                                                             | 21,00    | Андриј Говоров · Украјина                                                          | 21,17    |
| 100 м слободно    | Владимир Морозов · Русија                                                        | 45,96    | Данила Изотов · Русија                                                           | 46,41    | Марко Орси · Италија                                                               | 46,49    |
| 200 м слободно    | Данила Изотов · Русија                                                           | 1:41,70  | Никита Лобинцев · Русија                                                         | 1:42,33  | Доминик Козма · Мађарска · Филипо Мањини · Италија                                 | 1:43,34  |
| 400 м слободно    | Никита Лобинцев · Русија                                                         | 3:39,47  | Андреа Дариго · Италија                                                          | 3:40,54  | Велимир Стјепановић · Србија                                                       | 3:40,91  |
| 1500 м слободно   | Гергељи Ђурта · Мађарска                                                         | 14:30,26 | Пал Јенсен · Фарска Острва                                                       | 14:35,99 | Габријеле Дети · Италија                                                           | 14:36,43 |
| леђно             |                                                                                  |          |                                                                                  |          |                                                                                    |          |
| 50 м леђно        | Жереми Стравијус · Француска                                                     | 23,19    | Кристијан Динер · Немачка                                                        | 23,38    | Павел Санкович · Белорусија                                                        | 23,45    |
| 100 м леђно       | Жереми Стравијус · Француска                                                     | 49,74    | Виталиј Мелников · Русија                                                        | 50,05    | Камиј Лакур · Француска · Крис Вокер-Хеборн · Уједињено Краљевство                 | 50,44    |
| 200 м леђно       | Радослав Кавенцки · Пољска                                                       | 1:49,42  | Петер Бернек · Мађарска                                                          | 1:50,43  | Кристијан Динер · Немачка                                                          | 1:51,40  |
| прсно             |                                                                                  |          |                                                                                  |          |                                                                                    |          |
| 50 м прсно        | Дамир Дугоњич · Словенија                                                        | 26,21    | Ђакомо Перез Дортона · Француска                                                 | 26,55    | Бари Мерфи · Ирска                                                                 | 26,56    |
| 100 м прсно       | Данијел Ђурта · Мађарска                                                         | 57,08    | Марко Кох · Немачка                                                              | 57,14    | Дамир Дугоњич · Словенија                                                          | 57,24    |
| 200 м прсно       | Данијел Ђурта · Мађарска                                                         | 2:00,72  | Мајкл Џејмисон · Уједињено Краљевство                                            | 2:01,43  | Марко Кох · Немачка                                                                | 2:01,62  |
| делфин            |                                                                                  |          |                                                                                  |          |                                                                                    |          |
| 50 м делфин       | Андриј Говоров · Украјина                                                        | 22,36    | Штефен Дајблер · Немачка                                                         | 22,41    | Јаухен Цуркин · Белорусија                                                         | 22.45    |
| 100 м делфин      | Јевгениј Коротишкин · Русија                                                     | 49,68    | Жереми Стравиус · Француска                                                      | 50,09    | Штефен Дајблер · Немачка                                                           | 50,23    |
| 200 м делфин      | Велимир Стјепановић · Србија                                                     | 1:51,27  | Павел Кожењовски · Пољска                                                        | 1:51,36  | Николај Скворцов · Русија                                                          | 1:51,62  |
| мешовито          |                                                                                  |          |                                                                                  |          |                                                                                    |          |
| 100 м мешовито    | Владимир Морозов · Русија                                                        | 51,20    | Сергеј Фесиков · Русија                                                          | 52,23    | Стефано Мауро Пицамиљо · Италија                                                   | 52,81    |
| 200 м мешовито    | Филип Хајнц · Немачка                                                            | 1:53,98  | Симон Шедин · Шведска                                                            | 1:54,28  | Дијего Филипо Карваљо · Португалија                                                | 1:54,89  |
| 400 м мешовито    | Давид Верашто · Мађарска                                                         | 4:03,48  | Гал Нево · Израел                                                                | 4:03,50  | Федерико Турини · Италија                                                          | 4:03,94  |
| штафете           |                                                                                  |          |                                                                                  |          |                                                                                    |          |
| 4 х 50 м слободно | Русија · Владимир Морозов · Сергеј Фесиков · Јевгениј Лагунов · Никита Коновалов | 1:23,36  | Италија · Лука Дото · Federico Bocchia · Филипо Мањани · Марко Орси              | 1:24,37  | Белгија · Јаспер Ерентс · Питер Тимерс · François Heersbrandt · Yoris Grandjean    | 1:24,86  |
| 4 х 50 м мешовито | Русија · Виталиј Мелников · Олег Костин · Никита Коновалов · Владимир Морозов    | 1:32.38  | Италија · Стефано Мауро Пицамиљо · Франческо ди Леће · Пиеро Кодија · Марко Орси | 1:32.83  | Немачка · Кристијан Динер · Хендрик Фелдвер · Штефен Дајблер · Максимилијан Освалд | 1:33.06  |

### Жене
| Дисциплина        |                                                                                       | Резултат        |                                                                               | Резултат |                                                                                             | Резултат |
| слободно          |                                                                                       |                 |                                                                               |          |                                                                                             |          |
| 50 м слободно     | Раноми Кромовиђојо · Холандија                                                        | 23,36           | Сара Шестрем · Шведска                                                        | 23,79    | Александра Херасимења · Белорусија                                                          | 23,83    |
| 100 м слободно    | Раноми Кромовиђојо · Холандија                                                        | 51,78           | Сара Шестрем · Шведска                                                        | 51,99    | Александра Херасимења · Белорусија                                                          | 52,34    |
| 200 м слободно    | Федерика Пелегрини · Италија                                                          | 1:52,80         | Шарлот Боне · Француска                                                       | 1:53,26  | Вероника Попова · Русија                                                                    | 1:53,62  |
| 400 м слободно    | Миреја Белмонте · Шпанија                                                             | 3:56,14         | Лоте Фрис · Данска                                                            | 3:58,35  | Федерика Пелегрини · Италија                                                                | 3:58,90  |
| 800 м слободно    | Миреја Белмонте · Шпанија                                                             | 8:05,18         | Лоте Фрис · Данска                                                            | 8:08,68  | Шарон ван Рувендал · Холандија                                                              | 8:14,24  |
| леђно             |                                                                                       |                 |                                                                               |          |                                                                                             |          |
| 50 м леђно        | Симона Баумртова · Чешка                                                              | 26,26           | Aleksandra Urbanczyk · Пољска                                                 | 26,31    | Michelle Coleman · Шведска                                                                  | 26,67    |
| 100 м леђно       | Мије Нилсен · Данска                                                                  | 55,99 РЕП, ЕР   | Симона Баумртова · Чешка                                                      | 56,28    | Дарина Зевина · Украјина                                                                    | 56,94    |
| 200 м леђно       | Дарина Зевина · Украјина                                                              | 2:02,20         | Симона Баумртова · Чешка                                                      | 2:03,06  | Катинка Хосу · Мађарска                                                                     | 2:03,81  |
| прсно             |                                                                                       |                 |                                                                               |          |                                                                                             |          |
| 50 м прсно        | Јулија Јефимова · Русија                                                              | 29,04 РЕП       | Рута Мејлутите · Литванија                                                    | 29,10    | Moniek Nijhuis · Холандија                                                                  | 29,79    |
| 100 м прсно       | Рута Мејлутите · Литванија                                                            | 1:02,92 РЕП     | Јулија Јефимова · Русија                                                      | 1:02,96  | Рике Мелер Педерсен · Данска                                                                | 1:04,39  |
| 200 м прсно       | Јулија Јефимова · Русија                                                              | 2:14,39 СР      | Рике Мелер Педерсен · Данска                                                  | 2:15,21  | Виталина Симонова · Русија                                                                  | 2:18,88  |
| делфин            |                                                                                       |                 |                                                                               |          |                                                                                             |          |
| 50 м делфин       | Сара Шестрем · Шведска                                                                | 24,90 РЕП       | Јенете Отесен Греј · Данска                                                   | 25,03    | Инге Декер · Холандија                                                                      | 25,29    |
| 100 м делфин      | Сара Шестрем · Шведска                                                                | 55,78           | Џема Лоу · Уједињено Краљевство                                               | 56,32    | Јенете Отесен Греј · Данска                                                                 | 56,42    |
| 200 м делфин      | Миреја Белмонте · Шпанија                                                             | 2:01,52 РЕП, ЕР | Франциска Хентке · Немачка                                                    | 2:03,47  | Џема Лоу · Уједињено Краљевство                                                             | 2:04,51  |
| мешовито          |                                                                                       |                 |                                                                               |          |                                                                                             |          |
| 100 м мешовито    | Рута Мејлутите · Литванија                                                            | 57,68 РЕП,      | Катинка Хосу · Мађарска                                                       | 57,96    | Siobhan-Marie O'Connor · Уједињено Краљевство                                               | 58,26    |
| 200 м мешовито    | Катинка Хосу · Мађарска                                                               | 2:04,33 РЕП,    | Siobhan-Marie O'Connor · Уједињено Краљевство                                 | 2:06,73  | Sophie Allen · Уједињено Краљевство                                                         | 2:06,86  |
| 400 м мешовито    | Миреја Белмонте · Шпанија                                                             | 4:21.23 РЕП,    | Катинка Хосу · Мађарска                                                       | 4:24,69  | Aimee Willmott · Уједињено Краљевство                                                       | 4:25,37  |
| штафете           |                                                                                       |                 |                                                                               |          |                                                                                             |          |
| 4 х 50 м слободно | Данска · Пернил Блум · Јенете Отесен Греј · Kelly Riber Rasmussen · Мије Нилсен       | 1:37,03         | Шведска · Michelle Coleman · Сара Шестрем · Louise Hansson · Magdalena Kuras  | 1:37,08  | Русија · Rozaliya Nasretdinova · Вероника Попова · Elizaveta Bazarova · Svetlana Knyaginina | 1:37,13  |
| 4 х 50 м мешовито | Русија · Дарија Устинова · Јулија Јефимова · Светлана Чимрова · Rozaliya Nasretdinova | 1:44,67         | Данска · Мије Нилсен · Рике Мелер Педерсен · Јенете Отесен Греј · Пернил Блум | 1:44,81  | Шведска · Michelle Coleman · Jennie Johansson · Сара Шестрем · Louise Hansson               | 1:46,08  |

### Мешовите штафете
| Дисциплина        |                                                                                       | Резултат   |                                                                               | Резултат |                                                                                    | Резултат |
| 4 х 50 м слободно | Русија · Сергеј Фесиков · Власдимир Морозов · Розалија Насретдинова · Вероника Попова | 1:29,53 СР | Италија · Лука Дото · Марко Орси · Силвија ди Пјетро · Erika Ferraioli        | 1:30,26  | Холандија · Инге Декер · Joost Reijns · Sebastiaan Verschuren · Раноми Кромовиђојо | 1:30,62  |
| 4 х 50 м мешовито | Русија · Виталиј Мелников · Јулија Јефимова · Светлана Чимрова · Владимир Морозов     | 1:37,63 СР | Немачка · Кристијан Динер · Caroline Ruhnau · Steffen Deibler · Доротеа Брант | 1:39,32  | Чешка} · Симона Баумртова · Petr Bartůněk · Lucie Svěcená · Tomáš Plevko           | 1:39,54  |

## Биланс медаља
| Медаље земље домаћина |

|             | Држава               |    |    |    |    |
| ----------- | -------------------- | -- | -- | -- | -- |
| 1.          | Русија               | 8  | 4  | 1  | 13 |
| 2.          | Мађарска             | 4  | 1  | 1  | 6  |
| 3.          | Француска            | 2  | 2  | 1  | 5  |
| 4.          | Немачка              | 1  | 3  | 4  | 8  |
| 5.          | Пољска               | 1  | 1  | 0  | 2  |
| 6.          | Србија               | 1  | 0  | 1  | 2  |
| 6.          | Словенија            | 1  | 0  | 1  | 2  |
| 6.          | Украјина             | 1  | 0  | 1  | 2  |
| 9.          | Италија              | 0  | 4  | 5  | 9  |
| 10.         | Уједињено Краљевство | 0  | 1  | 1  | 2  |
| 11.         | Фарска Острва        | 0  | 1  | 0  | 1  |
| 11.         | Израел               | 0  | 1  | 0  | 1  |
| 11.         | Шведска              | 0  | 1  | 0  | 1  |
| 14.         | Белорусија           | 0  | 0  | 2  | 2  |
| 15.         | Белгија              | 0  | 0  | 1  | 1  |
| 15.         | Ирска                | 0  | 0  | 1  | 1  |
| 15.         | Португалија          | 0  | 0  | 1  | 1  |
| Укупно (17) | Укупно (17)          | 19 | 19 | 21 | 59 |

|              | Земља                |    |    |    |    |
| ------------ | -------------------- | -- | -- | -- | -- |
| 1.           | Шпанија              | 4  | 0  | 0  | 4  |
| 2.           | Русија               | 3  | 1  | 3  | 7  |
| 3.           | Данска               | 2  | 5  | 2  | 9  |
| 4.           | Шведска              | 2  | 3  | 2  | 7  |
| 5.           | Литванија            | 2  | 1  | 0  | 3  |
| 6.           | Холандија            | 2  | 0  | 3  | 5  |
| 7.           | Мађарска             | 1  | 2  | 1  | 4  |
| 8.           | Чешка                | 1  | 2  | 0  | 3  |
| 9.           | Италија              | 1  | 0  | 1  | 2  |
| 9.           | Украјина             | 1  | 0  | 1  | 2  |
| 11.          | Уједињено Краљевство | 0  | 2  | 4  | 6  |
| 12.          | Немачка              | 0  | 1  | 0  | 1  |
| 12.          | Француска            | 0  | 1  | 0  | 1  |
| 12.          | Пољска               | 0  | 1  | 0  | 1  |
| 15.          | Белорусија           | 0  | 0  | 2  | 2  |
| Укупно (15 ) | Укупно (15 )         | 19 | 19 | 19 | 57 |

### Биланс медаља, укупно
|             | Држава               |    |    |    |     |
| ----------- | -------------------- | -- | -- | -- | --- |
| 1           | Русија               | 13 | 5  | 4  | 22  |
| 2           | Мађарска             | 5  | 3  | 2  | 10  |
| 3           | Шпанија              | 4  | 0  | 0  | 4   |
| 4           | Данска               | 2  | 5  | 2  | 9   |
| 5           | Шведска              | 2  | 4  | 2  | 8   |
| 6           | Француска            | 2  | 3  | 1  | 6   |
| 7           | Литванија            | 2  | 1  | 0  | 3   |
| 8           | Холандија            | 2  | 0  | 4  | 6   |
| 9           | Украјина             | 2  | 0  | 2  | 4   |
| 10          | Италија              | 1  | 5  | 6  | 12  |
| 11          | Немачка              | 1  | 5  | 4  | 10  |
| 12          | Чешка                | 1  | 2  | 1  | 4   |
| 13          | Пољска               | 1  | 2  | 0  | 3   |
| 14          | Србија               | 1  | 0  | 1  | 2   |
| 14          | Словенија            | 1  | 0  | 1  | 2   |
| 16          | Уједињено Краљевство | 0  | 3  | 5  | 8   |
| 17          | Фарска Острва        | 0  | 1  | 0  | 1   |
| 17          | Израел               | 0  | 1  | 0  | 1   |
| 19          | Белорусија           | 0  | 0  | 4  | 4   |
| 20          | Белгија              | 0  | 0  | 1  | 1   |
| 20          | Ирска                | 0  | 0  | 1  | 1   |
| 20          | Португалија          | 0  | 0  | 1  | 1   |
| Укупно (22) | Укупно (22)          | 40 | 40 | 42 | 122 |

- Разлика између збира медаља мушкараца и жене и укупоног броја медаља разликује се за 6 медаља (по две од сваке врсте), јер медаље из две трке мешовитих штафета нису приказане у појединачним билансима, него само у укупном.

## Рекорди
На овом Европском првенству у малим базенима постигнута су: 3 светска рекорда, 5 европских рекордаи 15 рекорда европскиг првенстава у малим базенима.

### Светски рекорди (3)
| Датум        | Дисциплина           |      | Нови рекордер | Резултат | Претходни рекордер                                                                                      | Старо време | Година             |
| ------------ | -------------------- | ---- | --- | -------- | --- | ----------- | ------------------ |
| 13. децембар | 200 м прсно Ж        | фин. | Јулија Јефимова · Русија                                                                                             | 2:14,39  | Ребека Сони · САД                                                                                       | 2:14,57     | 18. децембар 2009. |
| 13. децембар | 4 х 50 м мешовито МЖ | фин. | Виталиј Мелников (23,70) · Јулија Јефимова (28,39) · Светлана Чимрова (25,29) · Владимир Морозов (20,25) · Русија    | 1:37,63  | Жереми Стравијус (23,13) · Флоран Манаду (25,90) · Мелани Аник (25,61) · Ана Сантаманс (24,10) · Русија | 1:38,74     | 23. новембар 2012. |
| 14. децембар | 4 х 50 м слободно МЖ | фин. | Сергеј Фесиков 21,48) · Власдимир Морозов (21,59) · Розалија Насретдинова (23,10) · Вероника Попова (23,44) · Русија | 1:29,53  | Фредерик Буске (20,97) · Флоран Маноду (20,35) · Камиј Мифа (24,39) · Ана Сантаманс (23,93) · Русија    | 1:29,64     | 24. новембар 2012. |

### Европски рекорди (5)
| Датум        | Дисциплина           |      | Нови рекордер | Резултат | Претходни рекордер                                                                                      | Старо време | Година             |
| ------------ | -------------------- | ---- | --- | -------- | --- | ----------- | ------------------ |
| 12. децембар | 200 м делфин Ж       | фин. | Миреја Белмонте · Шпанија                                                                                            | 2:01,52  | Катинка Хосу · Мађарска                                                                                 | 2:02,20     | 12. децембар 2012. |
| 13. децембар | 200 м прсно Ж        | фин. | Јулија Јефимова · Русија                                                                                             | 2:14,39  | Рике Мелер Педерсен · Холандија                                                                         | 2:15,93     | 11. август 2013.   |
| 13. децембар | 100 м леђно Ж        | фин. | Мије Нилсен · Данска                                                                                                 | 55,99    | Ксенија Московина · Русија                                                                              | 56,36       | 11. децембар 2009. |
| 13. децембар | 4 х 50 м мешовито МЖ | фин. | Виталиј Мелников (23,70) · Јулија Јефимова (28,39) · Светлана Чимрова (25,29) · Владимир Морозов (20,25) · Русија    | 1:37,63  | Жереми Стравијус (23,13) · Флоран Манаду (25,90) · Мелани Аник (25,61) · Ана Сантаманс · Русија (24,10) | 1:38,74     | 23. новембар 2012. |
| 14. децембар | 4 х 50 м слободно МЖ | фин. | Сергеј Фесиков 21,48) · Власдимир Морозов (21,59) · Розалија Насретдинова (23,10) · Вероника Попова (23,44) · Русија | 1:29,53  | Фредерик Буске (20,97) · Флоран Маноду (20,35) · Камиј Мифа (24,39) · Ана Сантаманс · Француска (23,93) | 1:29,64     | 24. новембар 2012. |

### Рекорди европскоих првенстава (МБ) (15)
| Датум        | Дисциплина           |       | Нови рекордер | Резултат | Претходни рекордер                                                                                      | Старо време | Година             |
| ------------ | -------------------- | ----- | --- | -------- | --- | ----------- | ------------------ |
| 12. децембар | 50 м прсно Ж         | гр.   | Јулија Јефимова · Русија                                                                                             | 29,47    | Moniek Nijhuis · Холандија                                                                              | 29,68       | 10. децембар 2009. |
| 12. децембар | 50 м прсно Ж         | пф.1  | Рута Мејлутите · Литванија                                                                                           | 29,41    | Јулија Јефимова · Русија                                                                                | 29,47       | 12. децембар 2009. |
| 12. децембар | 50 м прсно Ж         | пф 2. | Јулија Јефимова · Русија                                                                                             | 29,14    | Рута Мејлутите · Литванија                                                                              | 29,41       | 12. децембар 2009. |
| 12. децембар | 50 м прсно Ж         | фин   | Јулија Јефимова · Русија                                                                                             | 29,04    | Јулија Јефимова · Русија                                                                                | 29,14       | 12. децембар 2009. |
| 12. децембар | 200 м делфин Ж       | фин.  | Миреја Белмонте · Шпанија                                                                                            | 2:01,52  | Орор Монжел · Француска                                                                                 | 2:03,22     | 10. децембар 2009. |
| 12. децембар | 200 м мешовито Ж     | фин.  | Катинка Хосу · Мађарска                                                                                              | 2:04,33  | Евелин Верасто · Мађарска                                                                               | 2:04,64     | 10. децембар 2009. |
| 13. децембар | 200 м прсно Ж        | фин.  | Јулија Ефимова · Русија                                                                                              | 2:14,39  | Рике Мелер Педерсен · Данска                                                                            | 2:16,66     | 11. децембар 2009. |
| 13. децембар | 100 м леђно Ж        | фин.  | Мије Нилсен · Данска                                                                                                 | 55,99    | Ксенија Московина · Русија                                                                              | 56,36       | 11. децембар 2009. |
| 13. децембар | 50 м делфин Ж        | фин.  | Сара Шестрем · Шведска                                                                                               | 24,90    | Јенете Отесен Греј · Данска                                                                             | 24,92       | 9. децембар 2009.  |
| 13. децембар | 4 х 50 м мешовито МЖ | фин.  | Виталиј Мелников (23,70) · Јулија Јефимова (28,39) · Светлана Чимрова (25,29) · Владимир Морозов (20,25) · Русија    | 1:37,63  | Жереми Стравијус (23,13) · Флоран Манаду (25,90) · Мелани Аник (25,61) · Ана Сантаманс · Русија (24,10) | 1:38,74     | 23. новембар 2012. |
| 14. децембар | 100 м прсно Ж        | пф.   | Јулија Јефимова · Русија                                                                                             | 1:03,29  | Рике Мелер Педерсен · Данска                                                                            | 1:04,12     | 25. новембар 2012. |
| 14. децембар | 100 м мешовито Ж     | фин.  | Рута Мејлутите · Литванија                                                                                           | 57,68    | Хинкелин Шредер · Холандија                                                                             | 57,85       | 12. децембар 2009. |
| 14. децембар | 4 х 50 м слободно МЖ | фин.  | Сергеј Фесиков 21,48) · Власдимир Морозов (21,59) · Розалија Насретдинова (23,10) · Вероника Попова (23,44) · Русија | 1:29,53  | Фредерик Буске (20,97) · Флоран Маноду (20,35) · Камиј Мифа (24,39) · Ана Сантаманс · Француска (23,93) | 1:29,64     | 24. новембар 2012. |
| 15. децембар | 400 м мешовито Ж     | фин.  | Миреја Белмонте · Шпанија                                                                                            | 4:21,23  | Хана Мајли · Уједињено Краљевство                                                                       | 4:23,47     | 25. новембар 2012. |
| 15. децембар | 100 м прсно Ж        | фин   | Рута Мејлутите · Литванија                                                                                           | 1:02,92  | Јулија Јефимова · Русија                                                                                | 1:03,29     | 14. децембар 2013. |

-